# Yana De Leeuw
Yana De Leeuw est une joueuse de volley-ball belge née le 6 septembre 1990 à Anvers. Elle mesure 1,75 m et joue au poste de passeuse. Elle totalise 23 sélections en équipe de Belgique.

## Clubs
| Club                   | De        | À         |
| ---------------------- | --------- | --------- |
| Sveka Schoten          | 1997-1998 | 2002-2003 |
| VC Zoersel             | 2003-2004 | 2005-2006 |
| VBC Zandhoven          | 2006-2007 | 2006-2007 |
| Asterix Kieldrecht     | 2008-2009 | 2009-2010 |
| Hermes Volley Oostende | 2010-2011 | 2014-2015 |
| VT Lendelede           | 2016-2017 | 2017-2018 |
| Asterix Avo Beveren    | 2018-2019 | 2018-2019 |
| VT Lendelede           | 2019-2020 | 2019-2020 |
| Hermes Volley Oostende | 2020-2021 | …         |

## Palmarès

### Clubs
- Challenge Cup féminine
  - Finaliste : 2010.
- Championnat de Belgique
  - Vainqueur : 2010, 2019.
- Coupe de Belgique
  - Vainqueur : 2010.
- Supercoupe de Belgique
  - Vainqueur : 2010, 2018.

### Distinctions individuelles
- Championnat d'Europe féminin de volley-ball des moins de 18 ans 2007: Meilleure serveuse.